# Artia francii
Artia francii är en oleanderväxtart som först beskrevs av André Guillaumin, och fick sitt nu gällande namn av Marcel Pichon. Artia francii ingår i släktet Artia och familjen oleanderväxter. Inga underarter finns listade i Catalogue of Life.